# 莱朱诺
莱朱诺（義大利語：Leggiuno），是意大利瓦雷泽省的一个市镇。总面积13平方公里，人口3516人，人口密度270.5人/平方公里（2009年）。国家统计（ISTAT）代码为012088。